# Nguyễn Thị Hằng
Nguyễn Thị Hằng (ur. 6 października 1985) – wietnamska zapaśniczka walcząca w stylu wolnym. Srebrna medalistka igrzysk Azji Południowo-Wschodniej w 2005. Wicemistrzyni świata juniorów w 2005 roku.